# 2 Samuel 1
2 Samuel 1 es el primer capítulo del Segundo Libro de Samuel en el Antiguo Testamento de la Biblia cristiana o la primera parte de los Libros de Samuel en la Biblia hebrea. Según la tradición judía, el libro se atribuyó al profeta Samuel, con adiciones de los profetas Gad y Natán, pero muchos eruditos modernos lo ven como una composición de varios textos independientes de diversas épocas, desde el 630-540 a. C. aproximadamente.  Este capítulo contiene el relato de David llorando la muerte de Saúl y sus hijos, especialmente Jonatán. Esto se encuentra dentro de una sección que comprende desde 1 Samuel 16 hasta 2 Samuel 5, que registra el ascenso de David como rey de Israel.

## Texto
Este capítulo fue escrito originalmente en el idioma hebreo. Está dividido en 27 versículos.

### Testigos textuales
Algunos manuscritos antiguos que contienen el texto de este capítulo en hebreo son de la tradición del Texto Masorético, que incluye el Códice de Jerusalén (895), el Códice de Alepo (siglo X) y el Códice de Leningrado (1008). Se encontraron fragmentos que contienen partes de este capítulo en hebreo entre los Rollos del Mar Muerto, incluido el 4Q51 (4QSama; 100-50 a. C.) con los versículos 3-4, 9-10 y 12 existentes.
Entre los manuscritos antiguos existentes de una traducción al griego koiné conocida como la Septuaginta (originalmente realizada en los últimos siglos a. C.) se encuentran el Códice Vaticano (B; {\displaystyle \ ara{G}}B; siglo IV) y el Códice Alejandrino (A; {\displaystyle \ ara{G}}A; siglo V).